# 빈센트 마텔라
빈센트 마텔라(Vincent Martella, 1992년 10월 15일 ~ )는 미국의 배우이다.

## 출연 작품
- 맥팔랜드 USA (2015)
- 미저리 고스트 (2015)
- 피니와 퍼브 무비: 2차원을 넘어서 (2011)
- 배트맨 - 언더 더 레드 후드 (2010)
- 사람 만들기 (2008)
- 피니와 퍼브 (2007)
- 에브리바디 헤이츠 크리스 (2005)
- 배드 뉴스 베어즈 (2005)
- 듀스 비갈로 2 - 유로피안 지골로 (2005)